# Long Bình (xã)
Long Bình là một xã thuộc tỉnh Đồng Tháp, Việt Nam.

## Địa lý
Xã Long Bình có vị trí địa lý:
- Phía đông giáp xã Tân Hòa.
- Phía tây giáp xã Vĩnh Hựu.
- Phía nam giáp xã Tân Thới và Tân Phú Đông.
- Phía bấc giáp phường Gò Công và các xã Vĩnh Bình, Phú Thành.

Xã Long Bình có diện tích 36,62 km², dân số năm 2025 là 30.788 người, mật độ dân số đạt 840 người/km².

## Lịch sử
Ngày 16 tháng 6 năm 2025, Ủy ban Thường vụ Quốc hội ban hành Nghị quyết số 1663/NQ-UBTVQH15 về việc sắp xếp các đơn vị hành chính cấp xã của tỉnh Đồng Tháp năm 2025. Theo đó, sắp xếp toàn bộ diện tích tự nhiên, quy mô dân số của xã Bình Tân và Long Bình thành xã mới có tên gọi là xã Long Bình.
Sau khi sáp nhập, xã Long Bình có 36,62 km² diện tích tự nhiên và dân số 30.788 người.

## Xã hội
Cơ sở giáo dục do Sở Giáo dục và Đào tạo quản lý: Trường THCS Và THPT Long Bình tại ấp Thới Hòa.